# Hipp Holding
Die Hipp Holding ist ein Schweizer Hersteller von Säuglingsnahrung und Körperpflegeprodukten für Säuglinge mit Sitz in Sachseln. Der deutsche Firmensitz befindet sich im oberbayerischen Pfaffenhofen an der Ilm. Dort ist auch der Ursprung und Sitz des deutschen Hauptwerks, das 1932 gegründet wurde.

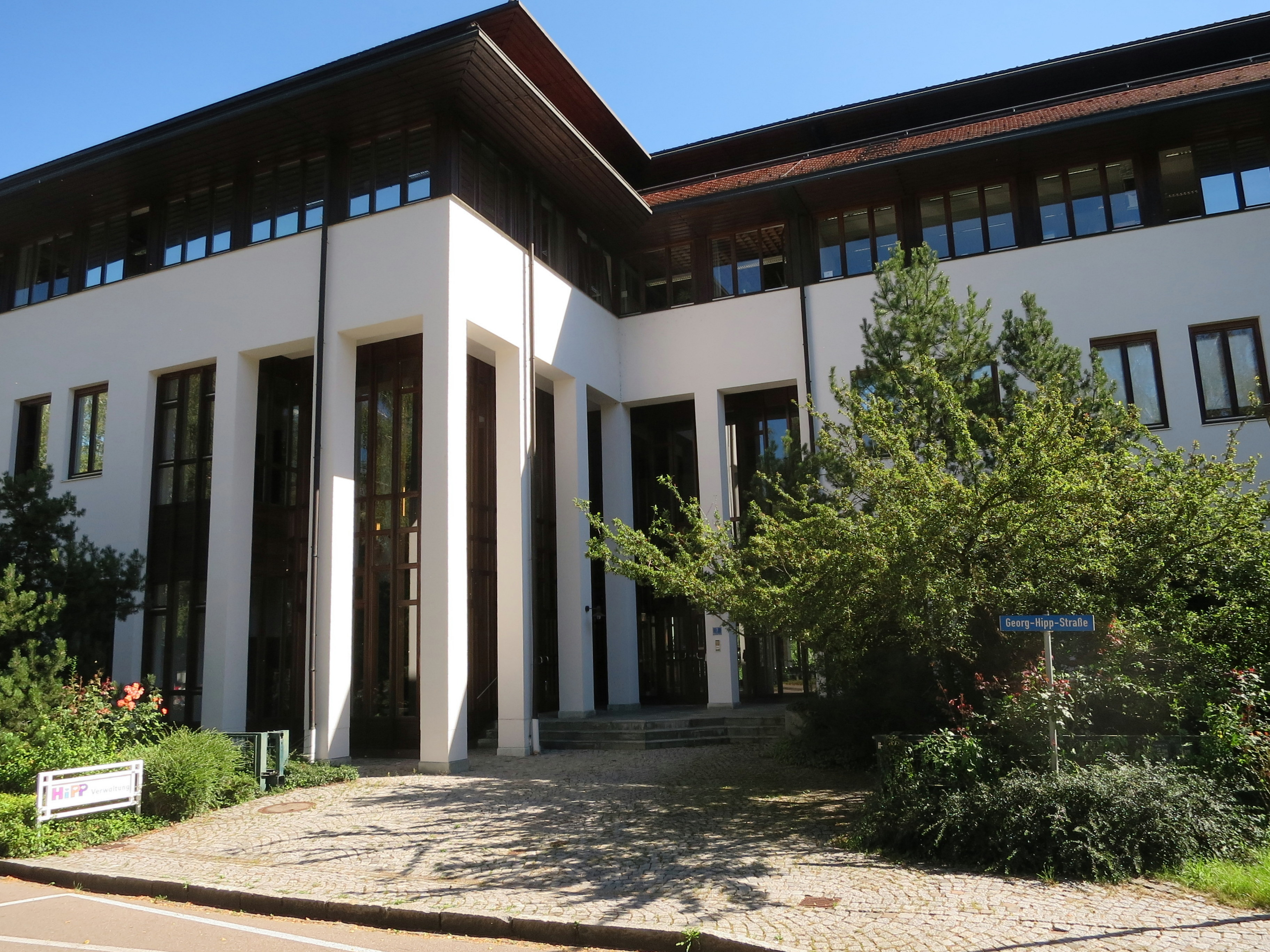
Haupteingang des Verwaltungsgebäudes in Pfaffenhofen

## Geschichte
Joseph Hipp (1867–1926) stellte 1899 in seiner Backstube, einem Teil der seit Jahrhunderten in Pfaffenhofen existierenden Lebzelterei, ein Zwiebackmehl her, welches ab 1921 von seinem Sohn Georg Hipp (1905–1967) in München verkauft wurde. Später stellte der Betrieb die Produktion überwiegend auf „J. Hipp’s Kinderzwiebackmehl“ um, die Lebzelterei und Wachszieherei wurde aber weiterhin betrieben. Nach dem Tod von Joseph Hipp übernahm Georg Hipp die Produktion des Zwiebackmehls und seine Mutter Maria erweiterte den Betrieb um ein Café. 1932 wurde der Betrieb aufgeteilt, sein Bruder Hans Hipp übernahm das noch heute bestehende Café sowie die Konditorei und Lebzelterei.
Georg Hipp gründete am 1. Juli 1932 das Unternehmen „Nährmittel Hipp“. Noch im selben Jahr begann er in einer ehemaligen Hopfenhalle auf einem Teil des heutigen Betriebsgeländes Kindernahrung herzustellen. Weil es Probleme mit den Nationalsozialisten gab, wurde die Produktion nach München verlegt. Als die Gebäude 1944 bei einem Luftangriff zerstört wurden, siedelte sich Hipp wieder in Pfaffenhofen an. Dort entwickelte sich der Betrieb zu einem führenden Unternehmen der Nahrungsmittelindustrie.
Als erster Betrieb in Deutschland stellte Hipp ab Mitte der 1950er-Jahre Babynahrung industriell in Dosen her, aus Hygienegründen werden die Obst- und Gemüsemenüs aber seit 1959/1960 in Gläser abgefüllt.
1964 trat Georgs Sohn Claus Hipp in den väterlichen Betrieb ein. Er übernahm 1967 die Betriebsleitung. Lange Zeit bestand die Geschäftsführung aus den drei Brüdern Claus Hipp, Georg Johannes Hipp und Paulus Hipp. 2010 schied Georg Johannes Hipp aus, im Laufe der Zeit kamen andere Familienmitglieder hinzu. 2021 übergab Claus Hipp die Geschäftsführung an seine Söhne Stefan und Sebastian Hipp, wobei Stefan das Gesicht des Unternehmens in der Öffentlichkeit wurde.
Im Jahr 2016 übernahm Hipp das Werk der Milchwirtschaftlichen Industrie Gesellschaft Herford GmbH & Co. KG (MIG) der DMK-Tochter Humana GmbH in Herford. Dort werden Milchpulver und Säuglingsnahrung hergestellt.

## Konzernsitz Sachseln, Schweiz
1999 wurde der Konzernsitz in die Schweiz nach Sachseln verlegt, wo die Familie Hipp bereits seit 1954 mit der auf biologische Müsli spezialisierten bio-familia AG aktiv ist.

### Gründung von Somalon
Der Unternehmensgeschichte der Tochterfirma Somalon gehen persönliche Beziehungen des Firmengründer-Paares voraus. Die Schweizerin Anny Metzner und der aus Deutschland stammende Georg Hipp lernten sich im Kanton Obwalden kennen. Das Paar pilgerte oft zum heiligen Bruder Klaus in den Wallfahrtsort Flüeli-Ranft oberhalb von Sachseln. In Deutschland war die Familie Hipp bereits mit Babynahrung erfolgreich. Um den Wirtschaftsstandort Obwalden zu stärken und die Babynahrung von Sachseln aus zu vermarkten, gründeten sie im Jahr 1954 in Sachseln die Firma Somalon. Direktor wurde der Bündner Rechtsanwalt Caspar Arquint.

### Entstehung der bio-familia AG
Durch persönlichen Kontakt zu Edwin Bircher, dem Sohn des Müsli-Erfinders Max Bircher-Benner, entstand die Idee, in Sachseln ein verzehrfertiges Birchermüesli herzustellen. Die Firma Somalon erhielt von Bircher die Erlaubnis, ihr Produkt «Bio-Birchermüesli» zu nennen und brachte 1959 unter dem Markennamen «familia» das erste Birchermüesli auf den Markt. Das Bio-Birchermüesli war erfolgreich und konnte innert kurzer Zeit nach Deutschland, Österreich, England, in die Niederlande und in die USA exportiert werden. Als Folge wurde die Firma 1978 von Somalon in bio-familia umbenannt. Noch im Jahr 1987 betrug der Auslandanteil 70 Prozent, sank aber bis 2008 bei gleichzeitigem Wachstum der Firma auf 40 Prozent. Die bio-familia AG ist Gründungsmitglied der 2015 gegründeten Interessensgemeinschaft Bio Schweiz (IG Bio). Die Produkte werden sowohl für die eigene Marke als auch für Hausmarken der Grossverteiler produziert.

## Bilder des Werks in Pfaffenhofen

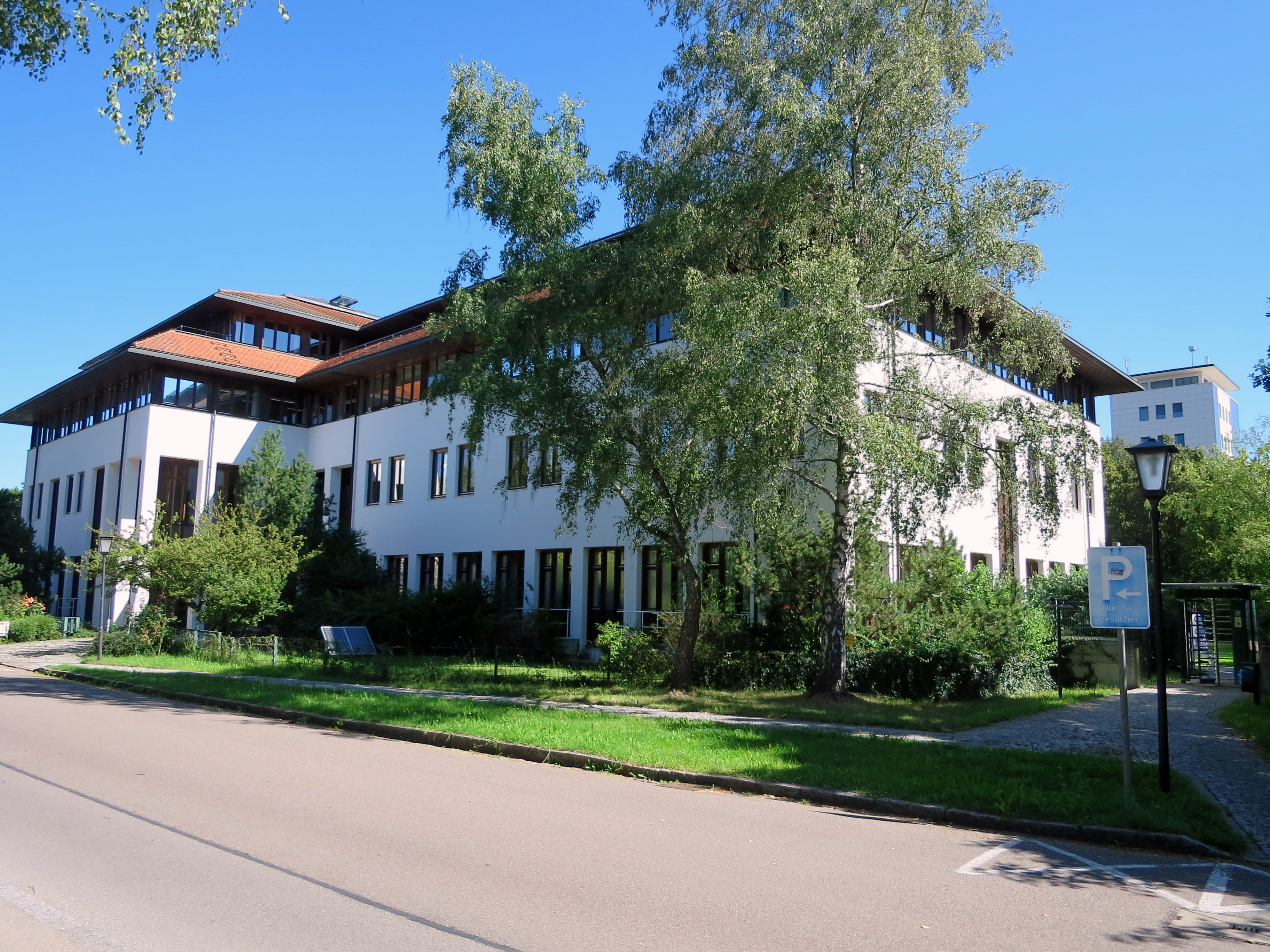
Das Verwaltungsgebäude
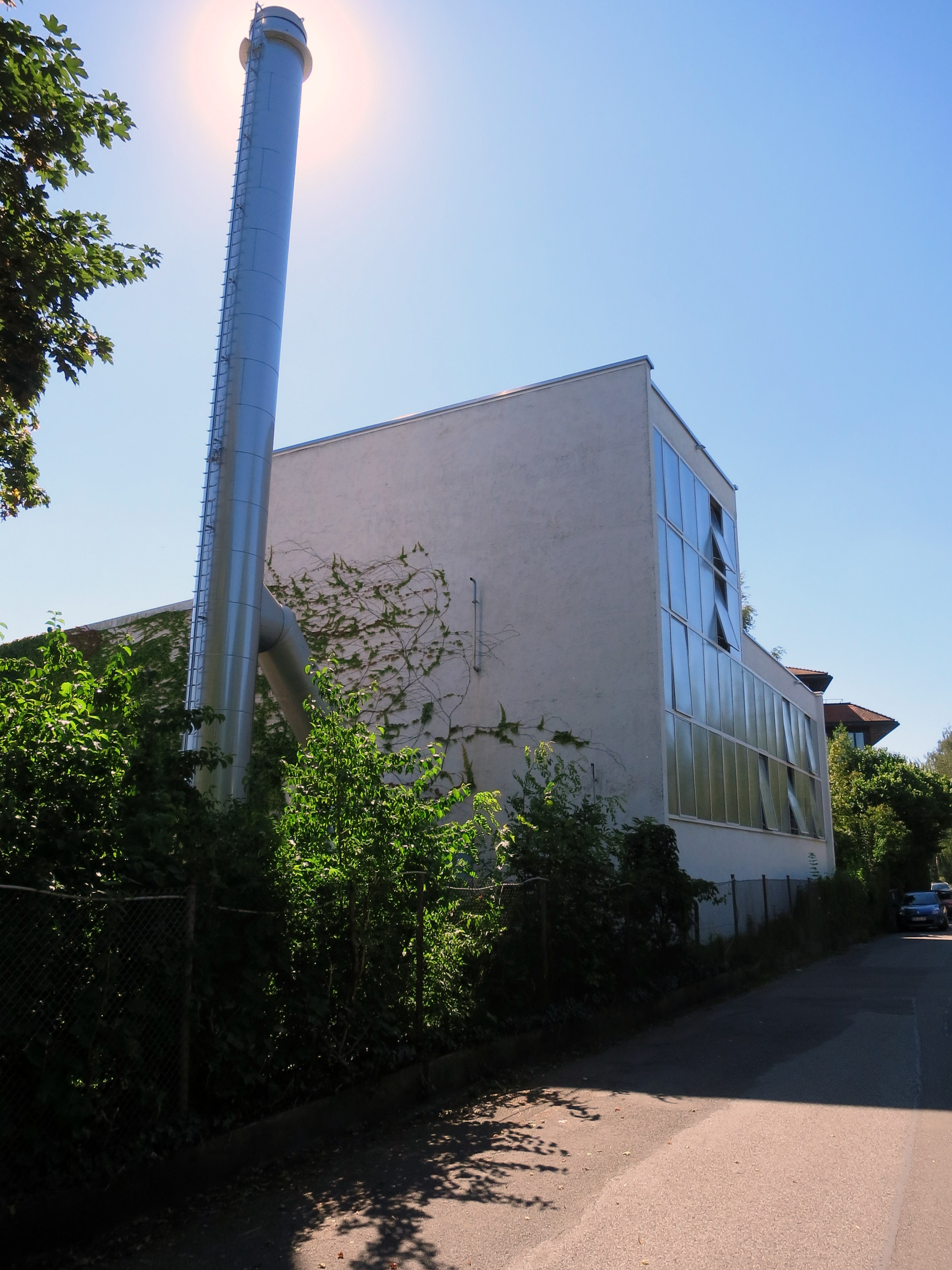
Die Energiezentrale
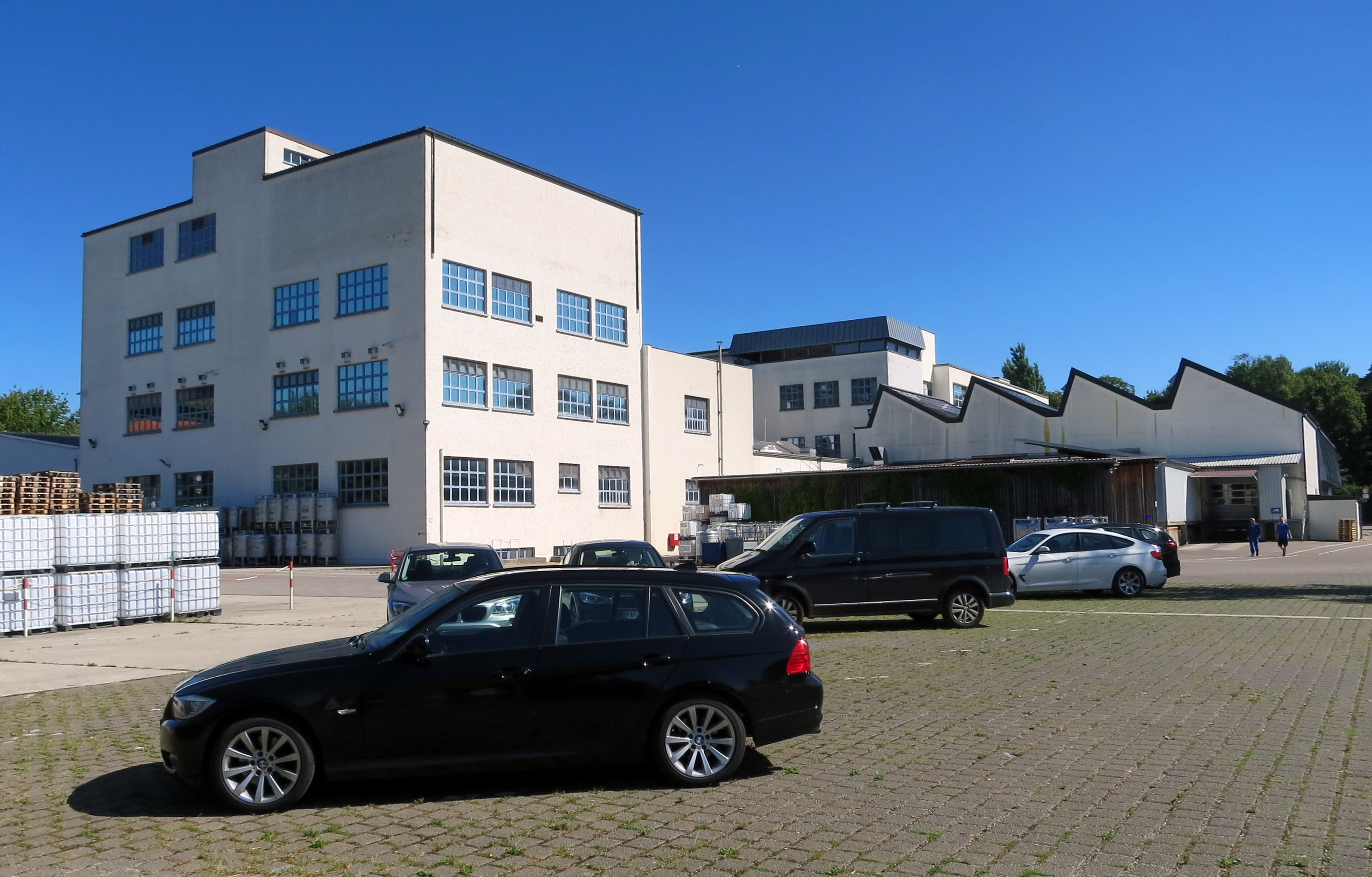
Detailansicht des Werks
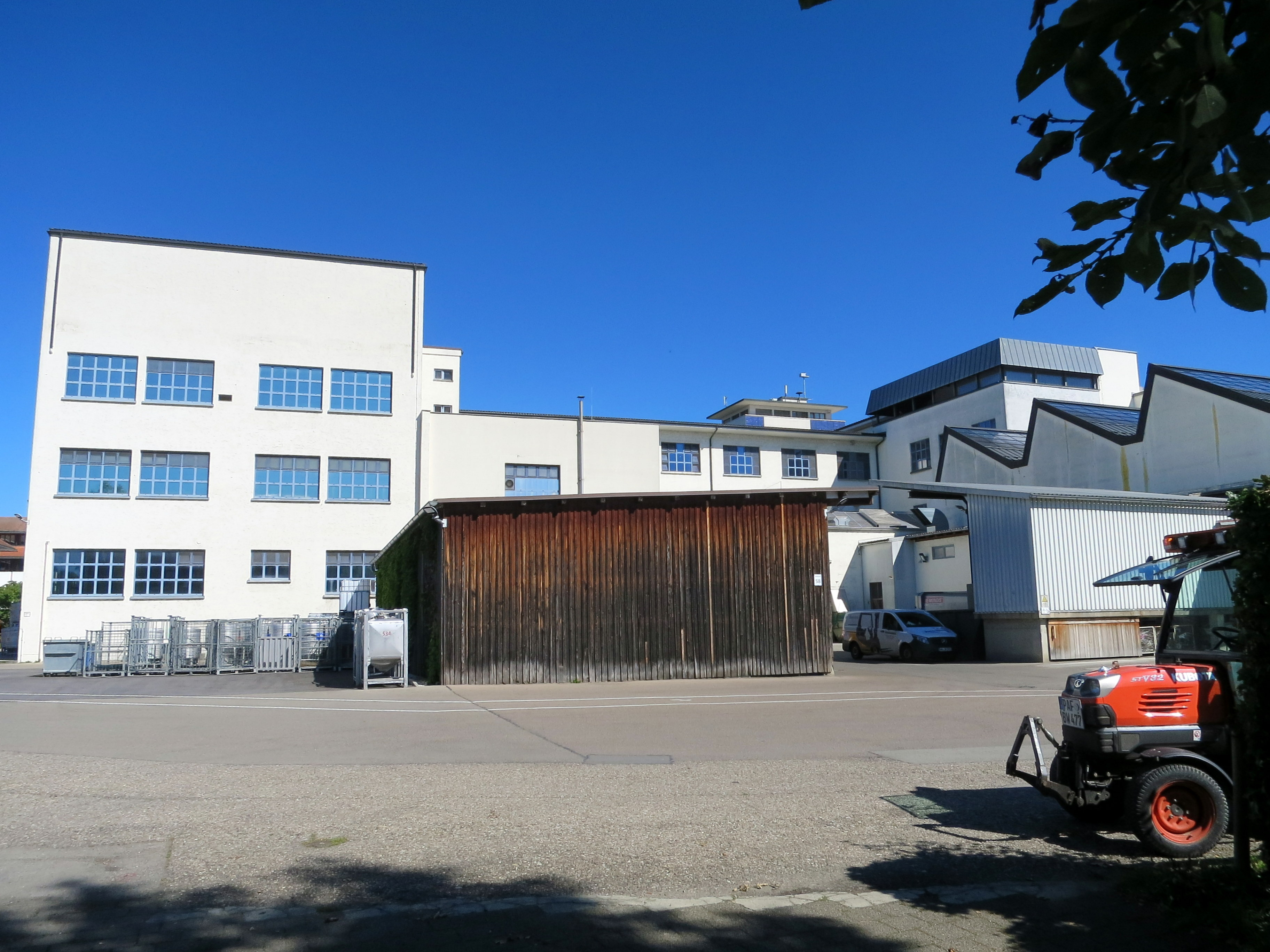
Weitere Teilansicht
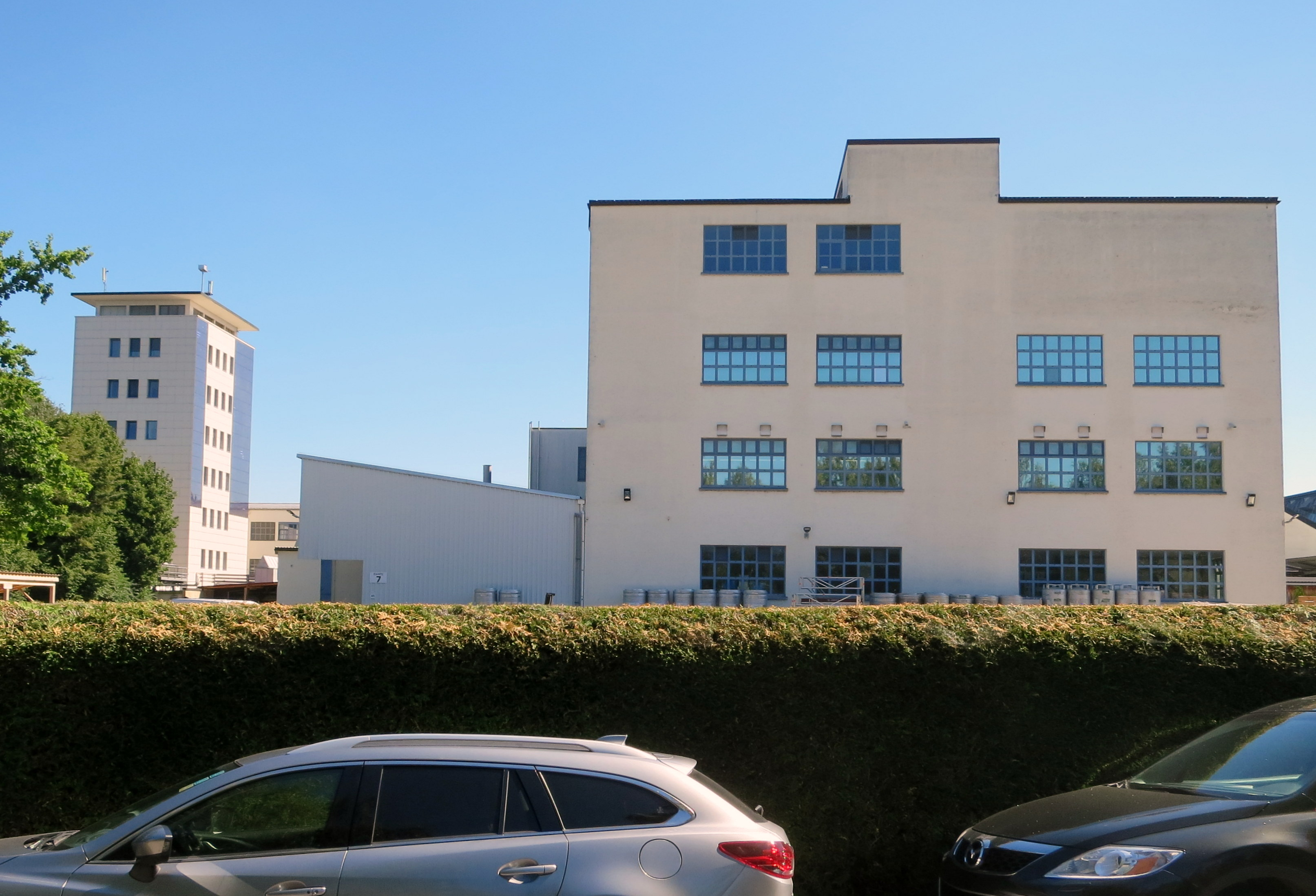
Teilansicht von Süden

## Kritik
Im Juni 2012 erhielt das Unternehmen für seine Instant-Früchtetees aus Zuckergranulat den Goldenen Windbeutel, eine Negativauszeichnung für die „dreisteste Werbelüge des Jahres 2012“. Hipp warb für seine Instant-Früchtetees, welche angeblich für Kleinkinder ab dem 12. Monat empfehlenswert seien. Das Granulat der Tees enthielt jedoch 94 bis 96 % Zucker, wodurch ein nach Vorgabe gemischter Früchtetee je 100 Milliliter etwa zwei Gramm Zucker enthielt. Dies widerspreche dem von Hipp oft für sich reklamierten Anspruch, „kindgerechte“ und „gesunde“ Produkte anzubieten, erklärte Foodwatch. Laut Ernährungsexperten dürfen Kinder keine gesüssten Getränke bekommen, stattdessen solle Wasser getrunken werden.
Im November 2012 nahm Hipp diese Tees nach eigenen Angaben vom Markt und seit Ende des Jahres 2012 sind einfache Teebeutel ohne Zuckerzusatz als Ersatzprodukt im Handel. Im August 2013 beanstandete die Verbraucherorganisation Foodwatch, dass Hipp ähnliche Produkte unter der Marke Bebivita – eine 100-prozentige Hipp-Tochterfirma – weiterhin verkauft.
Im Oktober 2013 ergab eine Stichprobe des ZDF-Verbrauchermagazins „WISO“, dass in Bio-Babynahrung von Hipp gentechnisch verändertes Gemüse verarbeitet wurde. Bei knapp einem Viertel der untersuchten Proben von Hipp wurde dies nachgewiesen. Hipp kündigte an, dem Ergebnis der Untersuchung nachzugehen und die Analysen der Produkte zu verschärfen.
Im Februar 2022 wurde Hipp in der Wochenzeitung Die Zeit Greenwashing vorgeworfen, weil sich das Unternehmen nicht als klimaneutral, sondern sogar als klimapositiv bezeichnete. Dies geschieht allerdings durch Klimakompensation über den Ankauf von CO2-Zertifikaten, die 10 % über die CO2-Emissionen des Unternehmens hinausgehen.

## Auszeichnungen
Das Unternehmen wurde 2002 mit dem „Weltpreis für Nachhaltigkeit“ Energy Globe Award ausgezeichnet und 2003/2004 mit dem Deutschen Umwelt Reporting Award.
Die neuesten Auszeichnungen sind:
- Am 16. Oktober 2015 fand das 5. Internationale Wirtschaftsforum in Baden-Baden statt. Dort ehrte das IWF Claus Hipp mit dem Lebenswerk-Award. Die Laudatio hielt Christian Schmidt, Bundesminister für Ernährung und Landwirtschaft.[28]
- Am 12. Juni 2015 kürte die WirtschaftsWoche Hipp zum nachhaltigsten Unternehmen. Nach 2011, 2012 und 2013 wurde Hipp auch 2015 zum nachhaltigsten Unternehmen Deutschlands gewählt.[28]